# Мите Попставрев
Вижте пояснителната страница за други личности с името Георги Попхристов.
Мите Попставрев (Димитъръ Попъ Ставревъ) е български предприемач и революционер, деец на Вътрешната македоно-одринска революционна организация.

## Биография
Мите Попставрев е роден в 1871 година в Енидже Вардар (Па̀зар), тогава в Османската империя, днес Яница в Гърция. Получава добро образование, занимава се с търговия и същевременно членува във ВМОРО. При едно пътуване от 1904 година с брат му Андон Попставрев на файтон от Солун към Енидже Вардар, двамата са предадени от каращият ги Димитър Плакатуров. Физическият убиец е на Андон е Лагонас, а Димитър успява да се спаси. Скоро след това е направен втори път за убийството му в Енидже Вардар край чешмата „Ак-баба Пейлейви“, но пак се спасява.
Умира в София. Неговият син Михаил (Мише) Попставрев, роден през 1895 година, е македоно-одрински опълченец, 2 рота на 3 солунска дружина, ранен на 18 юни 1913 г.